# Władysław Kozakiewicz
Władysław Kozakiewicz (Šalčininkai, 8 dicembre 1953) è un ex astista polacco naturalizzato tedesco, campione olimpico a Mosca 1980.

## Biografia
Nato nei pressi di Vilnius, nell'allora Repubblica Socialista Sovietica della Lituania, da famiglia polacca, si avvicinò giovannissimo all'atletica leggera specializzandosi nel salto con l'asta, e già nel 1973 infranse il record nazionale della Polonia con la misura di 5,32 m. Il debutto nelle competizioni internazionali avvenne in occasione dei Campionati europei di atletica leggera 1974 a Roma, dove si classificò al secondo posto, dietro al sovietico Vladimir Kiškun.
Kozakiewicz stabilì il primato mondiale della sua specialità per tre volte, l'ultima delle quali alle Olimpiadi di Mosca 1980, dove conquistò la medaglia d'oro saltando la misura di 5,78 m, davanti, a ex aequo, al connazionale Tadeusz Ślusarski e al sovietico Konstantin Volkov.
Subito dopo il salto vincente, Kozakiewicz, esasperato dal pubblico sovietico che, parteggiando per Volkov, lo aveva continuamente disturbato con fischi e rumori, sfogò la propria rabbia indirizzando verso le tribune un plateale gesto dell'ombrello.
Le immagini di questo episodio girarono il mondo, con l'eccezione dell'Unione Sovietica. Mentre nel resto del mondo si ebbero reazioni contrastanti, il gesto di Kozakiewicz ricevette l'appoggio della società polacca, risentita per il controllo russo sull'Europa dell'Est. Dopo la fine delle Olimpiadi del 1980, l'ambasciatore russo in Polonia pretese che a Kozakiewicz fosse tolta la sua medaglia per il suo "insulto al popolo russo". La risposta ufficiale del governo polacco fu che il gesto fosse uno spasmo muscolare involontario causato dallo sforzo.
Nel 1984 si trasferì in Germania Occidentale, dove vinse il titolo nazionale nel 1986 e nel 1987.